# 長崎県中学校一覧
| 総数                     | 総数             | 171校・1分校     |
| 【内訳】                 | 【内訳】         | 【内訳】         |
| ------------------------ | ---------------- | ---------------- |
| 国立                     | 国立             | 1校              |
| 公立                     | 県立             | 3校              |
| 公立                     | 市町立           | 155校・1分校     |
| 私立                     | 私立             | 12校             |
| 教育委員会所在地         | 教育委員会所在地 | 〒850-8570       |
| 長崎県長崎市尾上町3番1号 |                  |                  |
| 公式サイト               | 公式サイト       | 長崎県教育委員会 |

長崎県中学校一覧（ながさきけんちゅうがっこういちらん, The List of the Junior High Schools in Nagasaki Prefecture）は、長崎県の中学校の一覧。

## 国立中学校

### 長崎市
- 長崎大学教育学部附属中学校

## 公立中学校

### 長崎市

#### 県立
- 長崎県立長崎東中学校

#### 市立
- 長崎市立東長崎中学校
- 長崎市立日見中学校
- 長崎市立桜馬場中学校
- 長崎市立片淵中学校
- 長崎市立長崎中学校
- 長崎市立小島中学校
- 長崎市立日吉中学校
- 長崎市立茂木中学校
- 長崎市立大浦中学校
- 長崎市立梅香崎中学校
- 長崎市立戸町中学校
- 長崎市立土井首中学校
  - 開成分校
- 長崎市立深堀中学校
- 長崎市立福田中学校
- 長崎市立西泊中学校
- 長崎市立丸尾中学校
- 長崎市立淵中学校
- 長崎市立緑が丘中学校
- 長崎市立岩屋中学校
- 長崎市立西浦上中学校
- 長崎市立山里中学校
- 長崎市立滑石中学校
- 長崎市立三重中学校
- 長崎市立横尾中学校
- 長崎市立小江原中学校
- 長崎市立橘中学校
- 長崎市立三川中学校
- 長崎市立小ヶ倉中学校
- 長崎市立香焼中学校
- 長崎市立伊王島中学校
- 長崎市立高島中学校
- 長崎市立野母崎中学校
- 長崎市立外海中学校
- 長崎市立池島中学校
- 長崎市立三和中学校
- 長崎市立琴海中学校

### 佐世保市

#### 県立
- 長崎県立佐世保北中学校

#### 市立
- 佐世保市立浅子小中学校（※義務教育学校）
- 佐世保市立相浦中学校
- 佐世保市立中里中学校
- 佐世保市立大野中学校
- 佐世保市立柚木中学校
- 佐世保市立清水中学校
- 佐世保市立祇園中学校
- 佐世保市立山澄中学校
- 佐世保市立光海中学校
- 佐世保市立日野中学校
- 佐世保市立愛宕中学校
- 佐世保市立黒島小中学校（※義務教育学校）
- 佐世保市立日宇中学校
- 佐世保市立福石中学校
- 佐世保市立崎辺中学校
- 佐世保市立東明中学校
- 佐世保市立三川内中学校
- 佐世保市立早岐中学校
- 佐世保市立広田中学校
- 佐世保市立宮中学校
- 佐世保市立江迎中学校
- 佐世保市立鹿町中学校
- 佐世保市立吉井中学校
- 佐世保市立世知原中学校
- 佐世保市立小佐々中学校
- 佐世保市立宇久中学校

### 諫早市

#### 県立
- 長崎県立諫早高等学校附属中学校

#### 市立
- 諫早市立諫早中学校
- 諫早市立北諫早中学校
- 諫早市立小野中学校
- 諫早市立有喜中学校
- 諫早市立西諫早中学校
- 諫早市立明峰中学校
- 諫早市立長田中学校
- 諫早市立真城中学校
- 諫早市立喜々津中学校
- 諫早市立琴海中学校
- 諫早市立森山中学校
- 諫早市立飯盛中学校
- 諫早市立高来中学校
- 諫早市立小長井中学校

### 大村市
- 大村市立玖島中学校
- 大村市立西大村中学校
- 大村市立萱瀬中学校
- 大村市立郡中学校
- 大村市立大村中学校
- 大村市立桜が原中学校

### 雲仙市
- 雲仙市立国見中学校
- 雲仙市立瑞穂中学校
- 雲仙市立吾妻中学校
- 雲仙市立小浜中学校
- 雲仙市立南串中学校
- 雲仙市立愛野中学校
- 雲仙市立千々石中学校

### 島原市
- 島原市立第一中学校
- 島原市立第二中学校
- 島原市立第三中学校
- 島原市立三会中学校
- 島原市立有明中学校

### 南島原市
- 南島原市立深江中学校
- 南島原市立布津中学校
- 南島原市立有家中学校
- 南島原市立西有家中学校
- 南島原市立北有馬中学校
- 南島原市立南有馬中学校
- 南島原市立口之津中学校
- 南島原市立加津佐中学校

### 西海市
- 西海市立西彼中学校
- 西海市立西海中学校
- 西海市立大崎中学校
- 西海市立江島中学校
- 西海市立平島中学校（休校）
- 西海市立大瀬戸中学校

### 平戸市
- 平戸市立平戸中学校
- 平戸市立中野中学校
- 平戸市立中部中学校
- 平戸市立南部中学校
- 平戸市立度島中学校
- 平戸市立田平中学校
- 平戸市立生月中学校
- 平戸市立大島中学校

### 松浦市
- 松浦市立御厨中学校
- 松浦市立青島中学校
- 松浦市立志佐中学校
- 松浦市立調川中学校
- 松浦市立今福中学校
- 松浦市立福島中学校
- 松浦市立鷹島中学校

### 五島市
- 五島市立福江中学校
  - 椛島分校（休校）
- 五島市立翁頭中学校
- 五島市立久賀小中学校
- 五島市立富江中学校
- 五島市立玉之浦小中学校
- 五島市立三井楽中学校
- 五島市立嵯峨島小中学校
- 五島市立岐宿中学校
- 五島市立奈留小中学校

### 壱岐市
- 壱岐市立勝本中学校
- 壱岐市立石田中学校
- 壱岐市立郷ノ浦中学校
- 壱岐市立芦辺中学校

### 対馬市
- 対馬市立厳原中学校
- 対馬市立久田中学校
- 対馬市立豆酘中学校
- 対馬市立雞知中学校
- 対馬市立大船越中学校
- 対馬市立豊玉中学校
- 対馬市立西部中学校
- 対馬市立東部中学校
- 対馬市立仁田中学校
- 対馬市立佐須奈中学校
- 対馬市立比田勝中学校

### 西彼杵郡
- 長与町立長与中学校
- 長与町立長与第二中学校
- 長与町立高田中学校
- 時津町立時津中学校
- 時津町立鳴北中学校

### 東彼杵郡
- 東彼杵町立東彼杵中学校
- 川棚町立川棚中学校
- 波佐見町立波佐見中学校

### 北松浦郡
- 小値賀町立小値賀中学校
- 佐々町立佐々中学校

### 南松浦郡
- 新上五島町立上五島中学校
- 新上五島町立魚目中学校
- 新上五島町立有川中学校
- 新上五島町立若松中学校

## 私立中学校

### 長崎市
- 海星中学校
- 活水中学校
- 純心中学校
- 精道三川台中学校
- 長崎精道中学校
- 長崎南山中学校
- 長崎玉成高等学校附属中学部

### 佐世保市
- 聖和女子学院中学校
- 九州文化学園中学校

### 諫早市
- 長崎日本大学中学校

### 西彼杵郡
- 青雲中学校

### 東彼杵郡
- ながさき東そのぎ子どもの村中学校